# Campeonato Capixaba de Futebol de 2010
O Campeonato Capixaba de Futebol de 2010 foi a 94ª edição do campeonato que aconteceu entre 5 de fevereiro e 5 de junho e reuniu dez equipes. Foram as oito melhores do Capixabão 2009 e as duas finalistas da Segunda Divisão de 2009. As equipes foram distribuídas regionalmente pela Grande Vitória (cinco equipes), região Norte (quatro) e região Sul (uma).
O campeão foi o Rio Branco-ES, 24 anos depois, após uma vitória por 1 a 0 no jogo de ida e um empate em 0 a 0 no jogo de volta com o Vitória-ES, vice-campeão.

## Formato
Na primeira fase, como em anos anteriores, as dez equipes jogaram em turno e returno, todos contra todos. Na fase seguinte, as quatro melhores fizeram as semifinais, também em jogos de ida e volta. Os vencedores fizeram as finais do campeonato. As finais foram realizadas no Estádio Engenheiro Arararipe e assim seriam, independente de quais clubes fizessem a final.
A equipe que terminou em último lugar na classificação da primeira fase, Desportiva Capixaba, foi rebaixada para à Segunda Divisão. Apenas o campeão terá o direito de disputar a Copa do Brasil de 2011.

### Critérios de desempate
Os critério de desempate foram aplicados na seguinte ordem
1. Maior número de vitórias
2. Maior saldo de gols
3. Maior número de gols pró (marcados)
4. Confronto direto
5. Menor número no somatório de cartões vermelhos (3 pontos cada) e cartões amarelos (1 ponto cada)
6. Sorteio

## Equipes participantes
No arbitral realizado em 28 de outubro de 2009 ficou decidido que os seguintes clubes disputarão o campeonato:
| Equipe              | Cidade      | Em 2009      | Estádio              | Capacidade | Títulos (mais recente) |
| ------------------- | ----------- | ------------ | -------------------- | ---------- | ---------------------- |
| Desportiva Capixaba | Cariacica   | 6º (série A) | Engenheiro Arararipe | 13 410     | 16 (2000)              |
| Espírito Santo      | Anchieta    | 2º (série B) | Sumaré               | 2 000      | 0 (não possui)         |
| Jaguaré             | Jaguaré     | 3º (série A) | Conilon              | 5 000      | 0 (não possui)         |
| Linhares            | Linhares    | 5º (série A) | Joaquim Calmon       | 1 100      | 1 (2007)               |
| Rio Bananal         | Rio Bananal | 7º (série A) | Virgílio Grassi      | 3 000      | 0 (não possui)         |
| Rio Branco-ES       | Vitória     | 2º (série A) | Salvador Costa       | 2 400      | 35 (1985)              |
| São Mateus          | São Mateus  | 1º (série A) | Sernamby             | 4 600      | 1 (2009)               |
| Serra               | Serra       | 8º (série A) | Robertão             | 3 000      | 5 (2008)               |
| Vilavelhense        | Vila Velha  | 4º (série A) | Engenheiro Arararipe | 13 410     | 0 (não possui)         |
| Vitória-ES          | Vitória     | 1º (série B) | Salvador Costa       | 2 400      | 9 (2006)               |

## Classificação
| Capixabão 2010 | Capixabão 2010      | Capixabão 2010 | Capixabão 2010 | Capixabão 2010 | Capixabão 2010 | Capixabão 2010 | Capixabão 2010 | Capixabão 2010 | Capixabão 2010 | Capixabão 2010                | Capixabão 2010 |
| Time           | Time                | Pts            | J              | V              | E              | D              | GP             | GC             | SG             | Penalizado com cartão amarelo | Expulso        |
| -------------- | ------------------- | -------------- | -------------- | -------------- | -------------- | -------------- | -------------- | -------------- | -------------- | ----------------------------- | -------------- |
| 1              | Vitória-ES          | 33             | 18             | 9              | 6              | 3              | 31             | 17             | 14             | 6                             | 1              |
| 2              | Rio Branco-ES       | 31             | 18             | 9              | 4              | 5              | 49             | 24             | 25             | 6                             | 1              |
| 3              | Rio Bananal         | 31             | 18             | 9              | 4              | 5              | 26             | 23             | 3              | 4                             | 1              |
| 4              | Jaguaré[a]          | 29             | 18             | 9              | 5              | 4              | 26             | 21             | 5              | 5                             | 0              |
| 5              | Serra               | 29             | 18             | 9              | 2              | 7              | 37             | 33             | 4              | 1                             | 1              |
| 6              | Linhares            | 29             | 18             | 8              | 5              | 5              | 34             | 23             | 11             | 8                             | 0              |
| 7              | Vilavelhense        | 22             | 18             | 5              | 7              | 6              | 31             | 33             | -2             | 7                             | 1              |
| 8              | São Mateus          | 15             | 18             | 4              | 3              | 11             | 20             | -9             | 4              | 4                             | 0              |
| 9              | Espírito Santo      | 14             | 18             | 4              | 2              | 12             | 20             | 56             | -36            | 4                             | 2              |
| 10             | Desportiva Capixaba | 13             | 18             | 3              | 4              | 11             | 21             | 36             | -15            | 11                            | 3              |

- a. ^ Foi punido com a perda de três pontos por ter escalado irregularmente o atacante Regílson.

## Primeira fase

### Turno
Primeira rodada
| 4 de fevereiro | Rio Branco-ES                   | 4–2            | Desportiva Capixaba        | Estádio Salvador Costa, Vitória           |
| 20:15          | Helder 40' · Juca 43', 67', 88' | Súmula Borderô | Zé Afonso 26' · Hudson 80' | Público: 1,831 Árbitro: Odair João Mattos |

| 5 de fevereiro | Jaguaré     | 1–0            | Serra | Estádio Conilon, Jaguaré                    |
| 20:15          | Marcelo 27' | Súmula Borderô |       | Público: 1,415 Árbitro: Antonio Buaiz Filho |

| 6 de fevereiro | Vitória-ES              | 2–2            | Rio Bananal        | Estádio Salvador Costa, Vitória                 |
| 16:00          | Euler 12' (P) · Nem 58' | Súmula Borderô | Nino 3' · Fafá 83' | Público: 448 Árbitro: Willians Andrews da Costa |

| 6 de fevereiro | São Mateus                                 | 3–1            | Linhares              | Estádio Conilon, Jaguaré                           |
| 16:00          | Danilo 43' · Moisés 50' · Marcelo Pelé 65' | Súmula Borderô | Paulinho Pimentel 82' | Público: 1,144 Árbitro: Sebastião Ribeiro da Silva |

| 7 de fevereiro | Vilavelhense                                                              | 7–0            | Espírito Santo | Estádio Engenheiro Araripe, Cariacica |
| 16:00          | Rodrigo Cruz 22', 84' (P) · Cleiton 27', 88', 89' · Magno 38' · Pavão 60' | Súmula Borderô |                | Público: 168 Árbitro: Wallace Valente |

Segunda rodada
| 10 de fevereiro | Vilavelhense            | 2–0            | Rio Bananal | Estádio Engenheiro Araripe, Cariacica    |
| 16:00           | Magno 49' · Cleiton 89' | Súmula Borderô |             | Público: 123 Árbitro: Jonas Rissi Chagas |

| 10 de fevereiro | Espírito Santo                          | 2–14           | Rio Branco-ES | Estádio do Sumaré, Cachoeiro de Itapemirim |
| 20:00           | Giovanni 32' · Leonardo Mazioli 78' (P) | Súmula Borderô | Juca 1', 60', 66', 80', 90' · Eduardo 14', 69' · Ronicley 21', 37', 46' · Helder 42' · Johnatan 64' · Humberto 77' (P), 84' | Público: 70 Árbitro: Anderson Bassoto      |

| 10 de fevereiro | Linhares                                                  | 4–1            | Jaguaré     | Estádio Conilon, Jaguaré                 |
| 20:15           | Washington 27' · Ratinho 40' · Paulinho Pimentel 45', 81' | Súmula Borderô | Emerson 59' | Público: 736 Árbitro: João Luiz Oliveira |

| 11 de fevereiro | Desportiva Capixaba | 0–1            | São Mateus      | Estádio Engenheiro Araripe, Cariacica           |
| 16:00           |                     | Súmula Borderô | Marcelo Pelé 5' | Público: 261 Árbitro: Willians Andrews da Costa |

| 13 de fevereiro | Serra | 0–0            | Vitória-ES | Estádio da Estiva, Serra                         |
| 16:00           |       | Súmula Borderô |            | Público: 189 Árbitro: Sebastião Ribeiro da Silva |

Terceira rodada
| 19 de fevereiro | Rio Branco-ES   | 1–2            | São Mateus            | Estádio Salvador Costa, Vitória           |
| 20:15           | Rincón (GC) 20' | Súmula Borderô | Juca 64' · Tijolo 88' | Público: 1,547 Árbitro: Rafael Guijansque |

| 19 de fevereiro | Jaguaré          | 2–2            | Vilavelhense                    | Estádio Conilon, Jaguaré                |
| 20:15           | Badinho 10', 30' | Súmula Borderô | Pavão 70' · Rodrigo Calisto 71' | Público: 720 Árbitro: Odair João Mattos |

| 20 de fevereiro | Vitória-ES      | 1–1            | Linhares              | Estádio Salvador Costa, Vitória               |
| 16:00           | Luciano (P) 34' | Súmula Borderô | Paulinho Pimentel 63' | Público: 430 Árbitro: Devarly Lira do Rosário |

| 20 de fevereiro | Serra           | 1–2            | Espírito Santo                           | Estádio da Estiva, Serra                 |
| 16:00           | Rodolfo (P) 42' | Súmula Borderô | Leonardo Mazioli (P) 31' · Johnathan 62' | Público: 180 Árbitro: João Luiz Oliveira |

| 21 de fevereiro | Rio Bananal                 | 2–0            | Desportiva Capixaba | Estádio Virgílio Grassi, Rio Bananal         |
| 15:00           | Luciano 76' · David (P) 92' | Súmula Borderô |                     | Público: 500 Árbitro: Marco Antônio de Souza |

Quarta rodada
| 27 de fevereiro | Vilavelhense    | 1–2            | Linhares                                   | Estádio Engenheiro Araripe, Cariacica  |
| 15:00           | Rodrigo Cruz 8' | Súmula Borderô | Paulinho Pimentel 65' (P) · Washington 88' | Público: 246 Árbitro: Elvis de Almeida |

| 27 de fevereiro | Rio Branco-ES | 1–0            | Jaguaré | Estádio Salvador Costa, Vitória                   |
| 16:00           | Juca 59'      | Súmula Borderô |         | Público: 1,192 Árbitro: Willians Andrews da Costa |

| 28 de fevereiro | Desportiva Capixaba | 1–1            | Vitória-ES   | Estádio Engenheiro Araripe, Cariacica   |
| 15:00           | Zé Afonso 8'        | Súmula Borderô | Oliveira 90' | Público: 512 Árbitro: Rafael Guijansque |

| 28 de fevereiro | Espírito Santo | 0–1            | Rio Bananal   | Estádio do Sumaré, Cachoeiro de Itapemirim   |
| 16:00           |                | Súmula Borderô | David 51' (P) | Público: 56 Árbitro: Devarly Lira do Rosário |

| 28 de fevereiro | São Mateus                    | 2–3            | Serra                          | Estádio Conilon, Jaguaré                      |
| 16:00           | Bombom 33' · Marcelo Pelé 45' | Súmula Borderô | Cristiano 14' · Diego 16', 74' | Público: 507 Árbitro: Marcos Antonio de Souza |

Quinta rodada
| 6 de março | Serra                   | 2–5            | Linhares                                            | Estádio da Estiva, Serra                |
| 15:00      | Allan 37' · Rodolfo 88' | Súmula Borderô | Paulinho Pimentel 10', 22' (P), 38', 78' · Alan 27' | Público: 425 Árbitro: Rafael Guijansque |

| 6 de março | Jaguaré | 2–1     | Desportiva Capixaba | Estádio Conilon, Jaguaré |
| 18:00      |         | Borderô |                     | Público: 552             |

| 7 de março | Rio Bananal | 2–0     | Rio Branco-ES | Estádio Virgílio Grassi, Rio Bananal |
| 15:00      |             | Borderô |               | Público: 832                         |

| 31 de março | São Mateus | 1–3     | Espírito Santo | Estádio do Sernamby, São Mateus |
| 20:00       |            | Borderô |                | Público: 1 213                  |

| 31 de março | Vitória-ES | 4–3     | Vilavelhense | Estádio Salvador Costa, Vitória |
| 20:15       |            | Borderô |              | Público: 319                    |

Sexta rodada
| 10 de março | Desportiva Capixaba | 2–2     | Linhares | Estádio Engenheiro Araripe, Cariacica |
| 15:00       |                     | Borderô |          | Público: 155                          |

| 10 de março | Jaguaré | 1–1     | Espírito Santo | Estádio Conilon, Jaguaré |
| 20:00       |         | Borderô |                | Público: 550             |

| 10 de março | Rio Branco-ES | 2–1     | Vitória-ES | Estádio Salvador Costa, Vitória |
| 20:15       |               | Borderô |            | Público: 792                    |

| 11 de março | Vilavelhense | 0–2     | Serra | Estádio Engenheiro Araripe, Cariacica |
| 15:00       |              | Borderô |       | Público: 95                           |

| 24 de março | Rio Bananal | 2–1     | São Mateus | Estádio Virgílio Grassi, Rio Bananal |
| 15:00       |             | Borderô |            | Público: 400                         |

Sétima rodada
| 13 de março | Linhares | 1–1     | Rio Branco-ES | Estádio Joaquim Calmon, Linhares |
| 15:15       |          | Borderô |               | Público: 2 000                   |

| 14 de março | Serra | 1–2     | Rio Bananal | Estádio da Estiva, Serra |
| 15:00       |       | Borderô |             | Público: 214             |

| 14 de março | Vilavelhense | 1–1     | Desportiva Capixaba | Estádio Engenheiro Araripe, Cariacica |
| 15:00       |              | Borderô |                     | Público: 300                          |

| 14 de março | São Mateus | 0–0     | Jaguaré | Estádio Conilon, Jaguaré |
| 16:00       |            | Borderô |         | Público: 795             |

| 14 de março | Espírito Santo | 2–5     | Vitória-ES | Estádio do Sumaré, Cachoeiro de Itapemirim |
| 16:00       |                | Borderô |            | Público: 46                                |

Oitava rodada
| 17 de março | Desportiva Capixaba | 2–4     | Serra | Estádio Engenheiro Araripe, Cariacica |
| 15:00       |                     | Borderô |       | Público: 179                          |

| 17 de março | Linhares | 1–0     | Espírito Santo | Estádio Joaquim Calmon, Linhares |
| 15:15       |          | Borderô |                | Público: 617                     |

| 17 de março | Jaguaré | 2–1     | Rio Bananal | Estádio Conilon, Jaguaré |
| 20:00       |         | Borderô |             | Público: 712             |

| 17 de março | Vitória-ES | 1–0     | São Mateus | Estádio Salvador Costa, Vitória |
| 20:00       |            | Borderô |            | Público: 1,281                  |

| 18 de março | Rio Branco-ES | 5–0     | Vilavelhense | Estádio Salvador Costa, Vitória |
| 20:15       |               | Borderô |              | Público: 965                    |

Nona rodada
| 20 de março | Vitória-ES | 2–1     | Jaguaré | Estádio Salvador Costa, Vitória |
| 16:00       |            | Borderô |         | Público: 329                    |

| 21 de março | Serra | 4–3     | Rio Branco-ES | Estádio da Estiva, Serra |
| 15:00       |       | Borderô |               | Público: 679             |

| 21 de março | Rio Bananal | 2–1     | Linhares | Estádio Virgílio Grassi, Rio Bananal |
| 15:00       |             | Borderô |          | Público: 1 315                       |

| 21 de março | Espírito Santo | 5–2     | Desportiva Capixaba | Estádio do Sumaré, Cachoeiro de Itapemirim |
| 15:00       |                | Borderô |                     | Público: 749                               |

| 21 de março | Vilavelhense | 1–1     | São Mateus | Estádio Engenheiro Araripe, Cariacica |
| 17:00       |              | Borderô |            | Público: 141                          |

### Returno
Décima rodada
| 27 de março | Desportiva Capixaba | 1–0 | Rio Branco-ES | Estádio Engenheiro Araripe, Cariacica |
| 15:30       |                     |     |               |                                       |

| 27 de março | Serra | 1–2 | Jaguaré | Estádio da Estiva, Serra |
| 15:30       |       |     |         |                          |

| 27 de março | Rio Bananal | 0–1 | Vitória | Estádio Virgílio Grassi, Rio Bananal |
| 15:30       |             |     |         |                                      |

| 27 de março | Espírito Santo | 1–2 | Vilavelhense | Estádio do Sumaré, Cachoeiro de Itapemirim |
| 16:00       |                |     |              |                                            |

| 28 de março | Linhares | 2–0 | São Mateus | Estádio Joaquim Calmon, Linhares |
| 15:30       |          |     |            |                                  |

Décima primeira rodada
| 2 de abril | Vitória | 1–0 | Serra | Estádio Salvador Costa, Vitória |
| 19:00      |         |     |       |                                 |

| 3 de abril | Rio Branco-ES | 4–0 | Espírito Santo | Estádio Salvador Costa, Vitória |
| 15:30      |               |     |                |                                 |

| 3 de abril | Rio Bananal | 1–1 | Vilavelhense | Estádio Virgílio Grassi, Rio Bananal |
| 15:30      |             |     |              |                                      |

| 3 de abril | São Mateus | 1–0 | Desportiva Capixaba | Estádio do Sernamby, São Mateus |
| 18:00      |            |     |                     |                                 |

| 3 de abril | Jaguaré | 2–1 | Linhares | Estádio Conilon, Jaguaré |
| 18:00      |         |     |          |                          |

Décima segunda rodada
| 10 de abril | Linhares | 1–0 | Vitória | Estádio Virgílio Grassi, Rio Bananal |
| 15:30       |          |     |         |                                      |

| 10 de abril | Desportiva Capixaba | 0–2 | Rio Bananal | Estádio Engenheiro Araripe, Cariacica |
| 15:30       |                     |     |             |                                       |

| 10 de abril | Espírito Santo | 0–1 | Serra | Estádio do Sumaré, Cachoeiro de Itapemirim |
| 16:00       |                |     |       |                                            |

| 10 de abril | São Mateus | 2–2 | Rio Branco-ES | Estádio do Sernamby, São Mateus |
| 18:00       |            |     |               |                                 |

| 11 de abril | Vilavelhense | 1–1 | Jaguaré | A definir |
| 15:30       |              |     |         |           |

Décima terceira rodada
| 14 de abril | Serra | 4–1 | São Mateus | Estádio da Estiva, Serra |
| 15:30       |       |     |            |                          |

| 14 de abril | Rio Bananal | 1–0 | Espírito Santo | Estádio Virgílio Grassi, Rio Bananal |
| 15:30       |             |     |                |                                      |

| 14 de abril | Jaguaré | 1–2 | Rio Branco-ES | Estádio Conilon, Jaguaré |
| 20:00       |         |     |               |                          |

| 14 de abril | Vitória-ES | 2–0 | Desportiva Capixaba | Estádio Salvador Costa, Vitória |
| 20:00       |            |     |                     |                                 |

| 15 de abril | Linhares | 0–0 | Vilavelhense | Estádio Virgílio Grassi, Rio Bananal |
| 15:30       |          |     |              |                                      |

Décima quarta rodada
| 17 de abril | Rio Branco-ES | 1–3 | Rio Bananal | Estádio Salvador Costa, Vitória |
| 15:30       |               |     |             |                                 |

| 17 de abril | Desportiva Capixaba | 1–2 | Jaguaré | Estádio Engenheiro Araripe, Cariacica |
| 15:30       |                     |     |         |                                       |

| 17 de abril | Espírito Santo | 1–0 | São Mateus | Estádio do Sumaré, Cachoeiro de Itapemirim |
| 15:30       |                |     |            |                                            |

| 18 de abril | Vilavelhense | 2–2 | Vitória-ES | A definir |
| 15:30       |              |     |            |           |

| 18 de abril | Linhares | 3–5 | Serra | Estádio Virgílio Grassi, Rio Bananal |
| 15:30       |          |     |       |                                      |

Décima quinta rodada
| 21 de abril | Linhares | 1–2 | Desportiva Capixaba | Estádio Virgílio Grassi, Rio Bananal |
| 15:30       |          |     |                     |                                      |

| 21 de abril | Serra | 1–3 | Vilavelhense | Estádio da Estiva, Serra |
| 15:30       |       |     |              |                          |

| 21 de abril | Espírito Santo | 1–4 | Jaguaré | Estádio do Sumaré, Cachoeiro de Itapemirim |
| 19:00       |                |     |         |                                            |

| 21 de abril | Vitória-ES | 0–0 | Rio Branco-ES | Estádio Salvador Costa, Vitória |
| 20:00       |            |     |               |                                 |

| 21 de abril | São Mateus | 5–0 | Rio Bananal | Estádio do Sernamby, São Mateus |
| 20:00       |            |     |             |                                 |

Décima sexta rodada
| 23 de abril | Vitória-ES | 5–1 | Espírito Santo | Estádio Salvador Costa, Vitória |
| 19:00       |            |     |                |                                 |

| 24 de abril | Desportiva Capixaba | 3–2 | Vilavelhense | Estádio Engenheiro Araripe, Cariacica |
| 15:30       |                     |     |              |                                       |

| 24 de abril | Rio Branco-ES | 0–2 | Linhares | Estádio Salvador Costa, Vitória |
| 15:30       |               |     |          |                                 |

| 24 de abril | Rio Bananal | 2–3 | Serra | Estádio Virgílio Grassi, Rio Bananal |
| 15:30       |             |     |       |                                      |

| 24 de abril | Jaguaré | 1–0 | São Mateus | Estádio Conilon, Jaguaré |
| 18:00       |         |     |            |                          |

Décima sétima rodada
| 1 de maio | Vilavelhense | 0–6 | Rio Branco-ES | A definir |
| 15:30     |              |     |               |           |

| 1 de maio | Serra | 3–2 | Desportiva Capixaba | Estádio da Estiva, Serra |
| 15:30     |       |     |                     |                          |

| 1 de maio | Espírito Santo | 0–5 | Linhares | Estádio do Sumaré, Cachoeiro de Itapemirim |
| 15:30     |                |     |          |                                            |

| 1 de maio | São Mateus | 0–3 | Vitória-ES | Estádio do Sernamby, São Mateus |
| 15:30     |            |     |            |                                 |

| 1 de maio | Rio Bananal | 2–2 | Jaguaré | Estádio Virgílio Grassi, Rio Bananal |
| 15:30     |             |     |         |                                      |

Décima oitava rodada
| 8 de maio | Rio Branco-ES | 2–2 | Serra | Estádio Salvador Costa, Vitória |
| 15:30     |               |     |       |                                 |

| 8 de maio | Desportiva Capixaba | 1–1 | Espírito Santo | Estádio Engenheiro Araripe, Cariacica |
| 15:30     |                     |     |                |                                       |

| 8 de maio | São Mateus | 1–3 | Vilavelhense | Estádio do Sernamby, São Mateus |
| 15:30     |            |     |              |                                 |

| 8 de maio | Linhares | 1–1 | Rio Bananal | Estádio Virgílio Grassi, Rio Bananal |
| 15:30     |          |     |             |                                      |

| 8 de maio | Jaguaré | 1–0 | Vitória-ES | Estádio Conilon, Jaguaré |
| 15:30     |         |     |            |                          |

## Fase final
|  | Semifinais    | Semifinais    | Semifinais | Semifinais |   |            | Final | Final | Final | Final |
|  |               |               |            |            |   |            |       |       |       |       |
|  | Jaguaré       | 1             | 2          | 3          |   |            |       |       |       |       |
|  | Vitória-ES    | 1             | 2          | 3          |   |            |       |       |       |       |
|  | Vitória-ES    | 1             | 2          | 3          |   | Vitória-ES | 0     | 0     | 0     |       |
|  |               |               |            |            |   | Vitória-ES | 0     | 0     | 0     |       |
|  |               | Rio Branco-ES | 1          | 0          | 1 |            |       |       |       |       |
|  | Rio Bananal   | Rio Branco-ES | 1          | 0          | 1 | 1          | 2     | 3     |       |       |
|  | Rio Bananal   |               |            |            |   | 1          | 2     | 3     |       |       |
|  | Rio Branco-ES | 2             | 1          | 3          |   |            |       |       |       |       |

### Semifinal
Jogos de ida
| 15 de maio | Jaguaré         | 1 – 1  | Vitória-ES  | Estádio Conilon, Jaguaré                   |
| 19:00      | Tiago Keller 2' | Súmula | Regilson 1' | Público: 1,488 Árbitro: ES Maicon da Silva |

| 16 de maio | Rio Bananal | 1 – 2  | Rio Branco-ES             | Estádio Virgílio Grassi, Rio Bananal          |
| 15:00      | Luciano 14' | Súmula | Ronicley 15' · Guaçuí 47' | Público: 1,334 Árbitro: ES Marcos André Gomes |

Jogos de volta
| 22 de maio | Vitória-ES                | 2 – 2 | Jaguaré                     | Estádio Salvador Costa, Vitória |
| 16:00      | Vitinho 80' · Diogo 90+1' |       | Mádisson 42' · Regilson 47' | Árbitro: ES Devarly do Rosário  |

| 23 de maio | Rio Branco-ES | 1 – 2 | Rio Bananal             | Estádio Salvador Costa, Vitória |
| 16:00      | Eduardo 7'    |       | David 26' · Sharley 75' |                                 |

### Final
Jogo de ida
| 29 de maio | Rio Branco-ES | 1 – 0 | Vitória-ES | Estádio Engenheiro Araripe, Cariacica |
| 15:00      | Humberto 88'  |       |            |                                       |

Jogo de volta
| 5 de junho | Vitória-ES | 0 – 0     | Rio Branco-ES | Estádio Engenheiro Araripe, Cariacica                               |
| 15:00      |            | Relatório |               | Público: 8 552 Renda: R$ 139.655,00 Árbitro: ES Antônio Buaiz Filho |

## Premiação
| Campeonato Capixaba de 2010     |
| Vitória.                        |
| ------------------------------- |
| RIO BRANCO Campeão (36° título) |